# Port St. Lucie
Port St. Lucie ist eine Stadt im St. Lucie County im US-Bundesstaat Florida mit 204.851 Einwohnern (Stand: Volkszählung 2020).
Sie ist die größte Stadt der Port St. Lucie, Florida Metropolitan Statistical Area.

## Geographie
Port St. Lucie befindet sich an der Mündung des St. Lucie River in den Indian River, der einen Teil des Intracoastal Waterway bildet, in unmittelbarer Küstennähe des Atlantiks. Die Stadt liegt rund 10 Kilometer südlich von Fort Pierce sowie etwa 70 Kilometer nördlich von West Palm Beach.

## Demographische Daten
Laut der Volkszählung 2010 verteilten sich die damaligen 164.603 Einwohner auf 70.877 Haushalte. Die Bevölkerungsdichte lag bei 841,5 Einw./km². 74,3 % der Bevölkerung bezeichneten sich als Weiße, 16,3 % als Afroamerikaner, 0,4 % als Indianer und 2,0 % als Asian Americans. 4,0 % gaben die Angehörigkeit zu einer anderen Ethnie und 3,0 % zu mehreren Ethnien an. 18,4 % der Bevölkerung bestand aus Hispanics oder Latinos.
Im Jahr 2010 lebten in 35,8 % aller Haushalte Kinder unter 18 Jahren sowie 30,0 % aller Haushalte Personen mit mindestens 65 Jahren. 73,9 % der Haushalte waren Familienhaushalte (bestehend aus verheirateten Paaren mit oder ohne Nachkommen bzw. einem Elternteil mit Nachkomme). Die durchschnittliche Größe eines Haushalts lag bei 2,69 Personen und die durchschnittliche Familiengröße bei 3,08 Personen.
25,0 % der Bevölkerung waren jünger als 20 Jahre, 23,3 % waren 20 bis 39 Jahre alt, 28,2 % waren 40 bis 59 Jahre alt und 21,6 % waren mindestens 60 Jahre alt. Das mittlere Alter betrug 40 Jahre. 48,6 % der Bevölkerung waren männlich und 51,4 % weiblich.
Das durchschnittliche Jahreseinkommen lag bei 49.310 $, dabei lebten 12,6 % der Bevölkerung unter der Armutsgrenze.<
Im Jahr 2000 war Englisch die Muttersprache von 88,06 % der Bevölkerung, spanisch sprachen 6,60 % und 5,34 % hatten eine andere Muttersprache.ref name=CEN/>

## Einwohnerentwicklung
| Jahr | Einwohner¹ |
| ---- | ---------- |
| 1980 | 14.690     |
| 1990 | 55.866     |
| 2000 | 88.454     |
| 2010 | 164.716    |
| 2020 | 204.851    |

¹ 2000–2020: Volkszählungsergebnisse

## Sport
In Port St. Lucie führen die New York Mets ihr Spring Training durch. Stadteigene Teams sind die St. Lucie Mets, die in der Florida State League spielen, sowie die zugehörige Mannschaft auf Rookie-Niveau in der Gulf Coast League. Alle drei Teams spielen im Stadion First Data Field.

## Verkehr
Durch das Stadtgebiet von Port St. Lucie führen die Interstate 95, der Florida’s Turnpike (mautpflichtig), der U.S. Highway 1 (Florida State Road 5) sowie die Florida State Road 716. Außerdem wird die Stadt von der Güterbahnstrecke der Florida East Coast Railway tangiert.
20 Kilometer nördlich der Stadt liegt der St. Lucie County International Airport. Der nächste Flughafen ist der Palm Beach International Airport (70 Kilometer südlich).

## Persönlichkeiten
- Antoine McAlister (* 1988), Rapper